# Барино (Тверская область)
Барино — деревня в Западнодвинском районе Тверской области. Входит в состав Западнодвинского сельского поселения.

## География
Деревня расположена в северо-восточной части района, у границы с Жарковским. Находится на расстоянии примерно 18 км к юго-востоку от города Западная Двина. Ближайший населённый пункт — деревня Хлюсты.

## История
На топографической карте Фёдора Шуберта 1867 — 1901 годов обозначена деревня Барина. Имела 2 двора.
На карте РККА 1923—1941 годов обозначена деревня Барино. Имела 14 дворов.
До 2005 года деревня входила в состав упразднённого в настоящее время Баевского сельского округа, с 2005 — в составе Западнодвинского сельского поселения.

## Население
| 2010 |
| ---- |
| 8    |

В 2002 году население деревни составляло 14 человек.
Национальный состав
Согласно результатам переписи 2002 года, в национальной структуре населения русские составляли 100 % от жителей.

## Известные уроженцы
- Зазнобин Николай Прокофьевич — Герой социалистического труда[8].